# Шанду
42°21′35″ пн. ш. 116°10′45″ сх. д. / 42.35972° пн. ш. 116.17917° сх. д.
Шанду (кит. 上都 Shàngdū, буквально «верхня столиця») — історичне місто, в XIII столітті літня столиця Хубілая - хана, імператора-засновника династії Юань; археологічний пам'ятник на території Шилінгольського аймака сучасної Внутрішньої Монголії, за 275 км на північ від Пекіна і за 28 км на північний захід від сучасного повіту Долунь. Складався з квадратного в плані «зовнішнього міста» зі стороною 2 200 м, «внутрішнього міста» зі стороною 1 400 м і літнього палацу Хубілая зі стороною 500 м (це 40% від Забороненого міста в Пекіні).

## Історія
Засноване в 1256 році як Кайпін, незабаром перейменоване в Шанду. В 1275 році місто відвідав венецієць Марко Поло. Завдяки його опису місто стало символом багатства і розкоші, і було знову увічнене під закріпившоюся завдяки Марко Поло в європейській літературі назвою Ксанаду в знаменитому вірші британського романтика С. Т. Кольріджа «Кубла Хан» (1797).
Як правило, щорічно на весняне рівнодення юаньські імператори приїжджали в місто, а на осіннє рівнодення їхали. Разом з ними пересувалися монгольські війська, що не переносять жаркого китайського літа. Однак у міста був ряд недоліків: відсутність налагоджених шляхів і водних артерій, і повна залежність від поставок з Китаю. Хубілай в перший рік правління зняв з міста оподаткування і знизив торгові мита на торгівлю з Шанду. Тим не менш, в 1293 році значна частина ремісників покинула місто і перебралася в Китай.
У грудні 1358 року місто охопило повстання «червоних пов'язок». Повстанці захопили місто і спалили імператорську резиденцію. 28 липня 1368 року останній імператор Юань, Тоґон-Темур, втік з Пекіна зі своїм двором і 15 серпня зайняв Шанду. 17 червня 1369 року війська династії Мін атакували і зайняли місто, змусивши монгольський двір бігти в сучасний хошун Хешигтен міського округу Чифен Внутрішньої Монголії.
При династії Мін місто втратило столичний статус і було перейменований в Кайпін. Імператор Хун'у прагнув розвивати місто і розмістив там 5 000 поселенців. При Чжу Ді місто часто використовувалося для тимчасового розміщення військ династії Мін. При Юнле в 1403 році місто втратило своє значення і згодом було покинуте.

## Сучасний стан
Сьогодні місце, де розташовувалося місто Шанду, помітно завдяки залишкам глинобитних стін, цегляного фундаменту і укріпленням. Археологічна зона, де колись розташовувалося Шанду, в 2012 році було оголошено пам'ятником Всесвітньої спадщини людства.